# 三峇易
三峇易是马来西亚柔佛州麻坡县的一个村庄，最靠近的城镇为圣模那。三峇易的馬來文名意爲「鳄鱼窝」，因当地的河流里有许多鳄鱼，而当地也设有鳄鱼保护区，同时是个民宿村。华裔先贤则称此地为“Panglong”，Panglong是一个木板厂的名称。本村在达因阿布峇卡的倡议下开辟，在英殖民前的1872年便已经存在。

## 交通
三峇易主要的聯外道路為马来西亚联邦5号公路，俗称“麻坡路”（Jalan Muar），呈东西走向，往西可达麻坡市区；往东可前往峇株巴辖、永平、龙引、小笨珍等乡镇。三峇易也有一条往北的85号公路，沿着公路可前往巴口和巴力士隆。

## 政治
三峇易属于麻坡国会议席，该议席在马来西亚下议院的代表为来自马来西亚民主联合阵线（MUDA）的赛沙迪。同时，三峇易属于双溪峇浪州议席，该议席在柔佛州议会的代表为来自国阵巫统的再顿依斯迈。